# Alcohujate
Alcohujate es un municipio y localidad española de la provincia de Cuenca, en la comunidad autónoma de Castilla-La Mancha. El término municipal tiene una población de 27 habitantes (INE 2024).

## Geografía

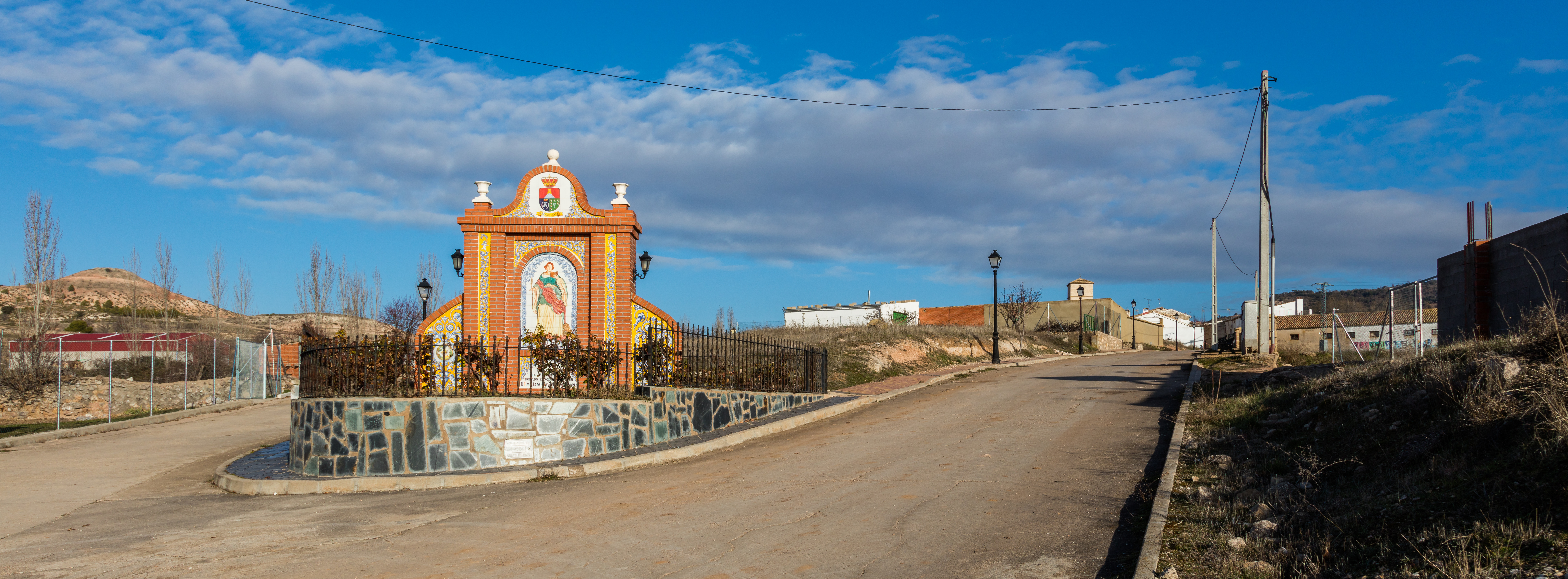
Vista de la entrada a la localidad

Alcohujate se encuentra a poco más de 2 km de Cañaveruelas y a menos de 6 km de Alcocer y La Isabela, ya en la provincia de Guadalajara. Está ubicada a unos 5 km del pantano de Buendía. Sus coordenadas son 40° 25' norte, 2° 37' oeste. La localidad se encuentra a unos 836 m sobre el nivel del mar.
Está rodeado por unos cuantos montes entre los que destaca "el cerro pelao", que contiene un mirador con vistas alrededor.

## Historia
A mediados del siglo XIX, el lugar contaba con una población censada de 270 habitantes. La localidad aparece descrita en el primer volumen del Diccionario geográfico-estadístico-histórico de España y sus posesiones de Ultramar de Pascual Madoz de la siguiente manera:

ALCOBUJATE, ALCOHUJATE ó ALCUJATE: v. con ayunt. de la prov. y dióc. de Cuenca (9) leg.), part. jud. de Priego (4), aud. terr. de Albacete (30), c. g. de Madrid (20): sit. á orillas del r. Guadiela, en el confin NE. de la prov., lindando con la de Guadalajara, entre varios cerros donde la combaten los vientos del N., S. y O.: disfruta de clima templado y saludable. Tiene 70 casas, una escuela de instruccion primaria, comun para los niños de ambos séxos, dotada con 300 rs. anuales por los fondos de propios, y una igl. parr. bajo la advocacion de la Natividad de Ntra. Sra., anejo de la de Canaberuelas y servida por un teniente del cura párroco de la matriz. Hay dentro de la pobl. una fuente para el surtido de los vec., aunque sus aguas son algo salobres, y otras dos de la misma calidad en la parte de afuera, donde se encuentra tambien un paseo arbolado. Confina el térm. por el N. con el de Alcocer, de la prov. de Guadalajara part. de Sacedon, por el E. y S. con el de Cañaverales, y por el O. con el de Castejon: en él se encuentra el desp. llamado de Gascunuela. El terreno es de mediana calidad y bastante fértil con el riego que le propoRciona el pequeño r. Guadiela. Tiene un monte poblado de roble y carrasca que proporciona abundante combustible; y caminos que conducen á Castejon, Cañaberuelas, la Isabela, y Alcocer. La correspondencia se recibe en el último pueblo por medio de un balijero que la lleva á la v. los domingos, miércoles y viérnes, y la devuelve los lunes y jueves. prod.: trigo, cebada, avena, guijas, garbanzos, vino y aceite, que son las principales cosechas; cria ganado lanar basto, caza de liebres, perdices y corzos, y pesca de barbos y anguilas. ind.: un molino aceitero. pobl.: 72 vec.: 270 alm.: cap. prod. 1.009,800 rs.; imp. 50,490 rs. importe de los consumos 3,389 rs. 14 mrs. El presupuesto municipal asciende á 6,000 rs. y se cubre por repartimiento vecinal.
(Madoz, 1845, pp. 450-451)

## Demografía
Alcohujate cuenta con una población de 27 habitantes (INE 2024).
| Gráfica de evolución demográfica de Alcohujate entre 1842 y 2021                                                    |
| |
| Población de derecho según los censos de población del INE Población de hecho según los censos de población del INE |

## Patrimonio

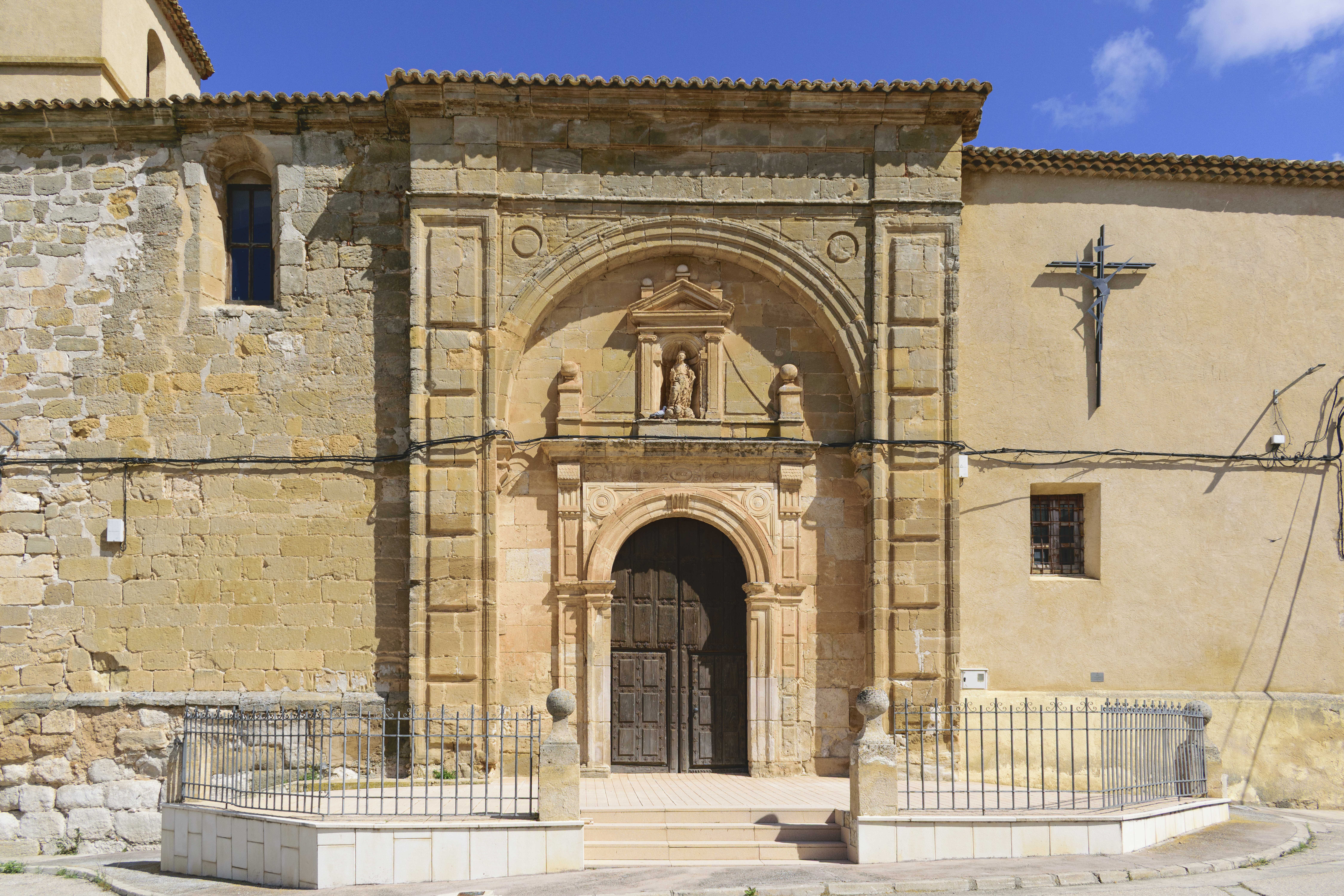
Iglesia de Ntra. Sra. de la Natividad

En la localidad se encuentra la iglesia de Nuestra Señora de la Natividad que, como curiosidad, presenta dos grandes contrafuertes en la cabecera, lo que hace sospechar que en su origen la forma era diferente.  Actualmente es de forma rectangular, con espadaña de poca altura y dos troneras. La portada está bajo arco de triunfo, tiene un arco de medio punto entre pilastras; sobre impostas hay un friso y hornacina avenerada, se encuentra también entre pilastras jónicas, está rematada en frontón triangular. En el interior hay tres tramos iguales. A la cabecera se accede por arco de medio punto. Tiene dos espacios laterales destinados a sacristía y capilla. Los cuerpos segundo y tercero se cubren con bóvedas de arista. En el tercero, a la izquierda hay dos capillitas cerradas con cancela de bolillos y cubiertas con bóveda de arista. A la derecha está la capillita de bautismo y subida al coro.

## Administración
| Periodo   | Nombre                    | Partido |
| --------- | ------------------------- | ------- |
| 2003-2007 | Emiliano Navajo Escribano | PP      |
| 2007-2011 | Antonio Vaquero Rodríguez | PSOE    |
| 2011-2015 | Emiliano Navajo Escribano | PP      |
| 2015-2019 | Julián Antón Pérez        | ns      |
| 2019-2023 | José Luis Alcocer Benito  | PSOE    |
| 2023-act. | Javier Herraiz Perea      | PP      |

## Fiestas
Las fiestas de Alcohujate se celebran a partir del penúltimo sábado de agosto en honor a Santa Tecla. Aunque en realidad Santa Tecla es el 23 de septiembre, la festividad se mudó a agosto por la escasez de gente en septiembre.
En estas fiestas el pueblo acoge una mayor población, que se reúnen en la plaza del pueblo con el sonido de la orquesta.
El día 22 de agosto de 2015, tras veinte años cerrada, se reabrió la iglesia de Nuestra Señora de la Natividad, con la presencia del obispo de la Diócesis de Cuenca, José María Yaguas.
El santo patrón, en este caso patrones, Los Santos Cristos, más conocidos en el municipio como "Los Cristillos" tienen su festividad el 9 de diciembre.